# Operațiunea Frantic
Operațiunea Frantic a fost o serie de șapte operațiuni de bombardare navetă în timpul celui de-al Doilea Război Mondial, conduse de aeronave americane cu sediul în Marea Britanie și sudul Italiei, care au aterizat apoi pe trei aerodromuri sovietice din Ucraina. Aeronava din Ucraina a efectuat apoi misiuni de bombardare în drum spre bazele lor din Italia și Marea Britanie. Operațiunea s-a desfășurat între iunie și septembrie 1944.
Frantic a fost menit să deschidă noi zone din Europa stăpânite de germani pentru bombardamentele strategice de către forțele aeriene ale armatei Statelor Unite, dar în schimb a văzut doar rezultate mixte, conducerea germană percepând-o ca pe o campanie de propagandă americană pentru a impresiona sovieticii. Frantic a evidențiat, de asemenea, tensiuni semnificative între Aliații Occidentali și Uniunea Sovietică, dintre care cea din urmă s-a dovedit deopotrivă nefamiliară și neprietenoasă cu găzduirea aeronavelor străine pentru operațiuni comune. După o a șaptea misiune de bombardare la mijlocul lunii septembrie 1944, Frantic a fost întrerupt.